# Пляжний розбійник
«Пляжний розбійник» — радянський телефільм 1987 року, знятий режисеркою Наною Мчедлідзе на кіностудії «Грузія-фільм».

## Сюжет
Одного разу скромний бухгалтер Бікентій, мешканець приморського містечка, дав у себе притулок псу. Собака прив'язався до самотнього господаря, але незабаром з'ясувалося, що пес був навчений колишнім господарем красти речі у відвідувачів пляжу. Бікентій, чесна людина, накричав на пса, але потім примирився з недоліками свого друга і навіть почав заохочувати його сумнівні здібності. Але одного разу Курбан зник.

## У ролях
- Григорій Цитайшвілі — Бікентій
- Дареджан Сумбаташвілі — Мзеха, продавчиня
- Баадур Цуладзе — фотограф
- Бондо Гогінава — сусід Бікентія
- Гізо Сіхарулідзе — роль другого плану
- Джумбер Дзідзава — роль другого плану
- Паліко Нозадзе — роль другого плану
- Важа Пірцхалаїшвілі — роль другого плану
- Грігол Нацвлішвілі — сусід Бікентія
- Давид Еріставі — роль другого плану
- Каха Таварткіладзе — роль другого плану
- Картлос Марадішвілі — представницький чоловік на «Волзі»
- Реваз Ніколаїшвілі — роль другого плану
- Клара Гогішвілі — роль другого плану
- Володимир Брегвадзе — роль другого плану
- З. Деспоташвілі — роль другого плану
- Абессалом Лорія — чоловік в аеропорту
- І. Каргаретелі — роль другого плану
- Рамаз Еріставі — роль другого плану
- Ц. Едіберідзе — роль другого плану
- Михайло Кінцурашвілі — роль другого плану
- Катерина Мчедлідзе — дама в капелюсі на аеродромі
- В. Ахаладзе

## Знімальна група
- Режисерка — Нана Мчедлідзе
- Сценаристка — Суліко Жгенті
- Оператор — Георгій Челідзе
- Художник — Малхаз Деканоїдзе